# Manurewa-Papakura Ward
Der Manurewa-Papakura Ward ist eine Verwaltungseinheit des Auckland Council in Neuseeland.

## Geographie
Der südöstlich vom Manukau Harbour und südlich bis östlich vom Franklin Ward umschlossene Manurewa-Papakura Ward umfasst eine Fläche von 77,35 km². Er reicht westlich vom Puhinui Creek nach Norden, das Gefängnis mit einschließend, bis zum New Zealand State Highway 20, der hier auch Western Motorway genannt wird. Ihm nach Osten folgend und den New Zealand State Highway 1 kreuzend führt die Grenze des Ward bis zum Totara Park, der mit zum Ward gehört. Von dort aus führt die Grenze entlang der Mill Road in südliche Richtung, umfasst in einem nach Osten reichenden Bogen den Stadtteil Red Hill und führt dann nach Westen mit einem anschließenden Knick nach Südsüdwesten bis zum Stadtteil Drury. Anschließend verläuft die Grenze im Mündungsgebiet des Ngakorea Stream über den Drury Creek und das Pahurehure Inlet zum südöstlichen Teil des Manukau Harbour und von dort wieder zum Puhinui Creek nach Norden.

## Wirtschaftsdaten
Der Ward verfügte im Jahr 2023 über 186.700 Einwohner, die sich aufteilten in 75.800 Einwohner im Zuständigkeitsbereich des Papakura Local Board und 110.900 Einwohner im Bereich des Manurewa Local Board. Im erstgenannten Local Board beschäftigten im gleichen Zeitraum 5.748 ansässige Unternehmen 22.686 Personen und im zweitgenannten 5.760 ansässige Unternehmen 29.185 Personen.
Das Bruttosozialprodukt, in Neuseeland Gross Domestic Product (GDP) genannt, betrug im Jahr 2023 im Papakura Local Board 2,843 Mrd. NZD, mit einem Wachstum gegenüber dem Vorjahr von 4,4 %. Neuseeland insgesamt hatte im gleichen Bemessungszeitraum im Vergleich dazu ein Wachstum von 2,9 %. In dem Local Board führte die Branche Fertigung/Produktion mit 20,3 % Anteil am GDP die Statistik an, gefolgt von der Bauwirtschaft mit 11,0 % und Einzelhandel und Handwerk zusammen mit 8,4 %.
Der Manurewa Local Board hingegen brachte es im Jahr 2023 mit einem Wachstum von 3,6 % auf ein GDP von 3.788 Mrd. NZD. Auch hier führte die Branche Fertigung/Produktion die Statistik an und kam auf einen Anteil von 16,8 % am GDP. Großhandel, Handel wiesen einen Anteil von 13,4 % auf und 7,7 % Anteil am GDP ließen sich keiner bestimmten Branche zuordnen.

## Politische Führung des Manurewa-Papakura Ward
Die politische Führung des Auckland Council erfolgt durch den Mayor (Bürgermeister) und 20 Ward Councillors (Ward Stadträte) und in jedem der dreizehn vorhandenen Wards noch einmal durch eine unterschiedliche Anzahl von Mitgliedern, die in Local Boards organisiert sind. Die derzeit 21 Local Boards haben insgesamt 149 Mitglieder. Während sich die Local Boards auf die Entscheidungsfindung und Führung auf kommunaler Ebene konzentrieren, befassen sich der Mayor mit den Councillors mit dem großen Ganzen der Stadt und mit den strategischen Entscheidungen für das gesamte Stadtgebiet des Auckland Council.
Für den Manurewa-Papakura Ward sind zwei Councillors (Stadträte) zuständig und auf lokaler Ebene 6 Local Board Mitglieder im Papakura Local Board und 8 Local Board Mitglieder im Manurewa Local Board.